# Bö, Tjörns kommun
Bö är en bebyggelse i Klövedals socken i Tjörns kommun i Bohuslän. SCB avgränsade före 2015 den till en småort namnsatt  till Bö i Klövedal. Sedan 2015 räknas småortsområdet som en del av tätorten Kyrkesund och Bö.